# 빨강머리 앤 (애니메이션)
《빨강머리 앤》(일본어: 赤毛のアン)은 닛폰 애니메이션이 세계명작극장 시리즈의 하나로 1979년 제작한 애니메이션이다. 타카하타 이사오가 감독, 미야자키 하야오가 장면 설정 역할을 맡았다. 루시 모드 몽고메리의 소설 《빨간 머리 앤》 중에서 앤의 유년 시절을 각색하여 총 50화의 에피소드로 만들었다. 집 없는 소녀 펠리네의 앤 셜리 (애니메이션) 후속작이다.

## 방송 일시
| 방송 채널 | 방송일                             | 방송 시간 |
| --------- | ---------------------------------- | --------- |
| 후지 TV   | 1979년 1월 7일 ~ 1979년 12월 30일  | 종료      |
| KBS 2TV   | 1989년 11월 13일 ~ 1990년 9월 12일 | 종료      |
| EBS 1TV   | 2008년 5월 2일 ~ 7월 8일           | 종료      |

## 등장인물
- 앤 셜리: 이 애니메이션의 주인공으로 상상력의 천재이다. 고아로 자라왔지만 항상 밝게 사는 여자 아이. 하는 일마다 실수를 연발하지만 그러면서 점점 숙녀로 성장해간다.

- 마릴라 커스버트: 앤을 키우는 중년 아주머니. 앤에게는 무뚝뚝하고 엄하게 대하지만 누구보다 앤을 사랑한다.후에 원래 있던 편두통이 갑자기 심해져 점점 시력이 나빠진다.

- 매슈 커스버트: 독신으로 마릴라의 친오빠이다. 말이 없고 사람들 앞에 나서는 것을 좋아하지 않는 성격이다. 마릴라 못지않게 앤을 사랑한다. 후에 앤의 학비를 예금한 은행의 부도로 충격을 받아 급성 심근경색로 타계했다.

- 다이애나 베리: 앤과 단짝 친구. 처음 만난 날부터 둘의 호흡은 척척 잘 맞는다. 술과 주스를 잘 구별 못하는 단점이 있어서, 포도주를 딸기주스로 오해해서 취할 정도로 마셨다. 엄한 어머니 밑에서 자라며 퀸즈학교에 진학한 앤과는 다른 진로를 택한다.

- 길버트 블라이스: 미남이며 장난꾸러기이다. 앤과 다툰 후 여러 번 사과를 하지만 거절당한다. 공부에 있어서는 앤과 라이벌이다.

- 루비 길리스: 앤과 학급 친구. 미인으로 겁과 눈물이 많다. 남자들한테 인기가 많으며 한때 길버트와 친하게 지냈다.

- 제인 앤드류스: 학교 친구. 이야기회 회원으로 앤과 같이 활동한다. 나중에 커서는 앤과 대립하기도 한다.

- 죠시 파이: 매사에 불만이 많고 모든 것을 못마땅해 하는 악역. 앤의 발을 부러뜨린 사람이다. 부유한 집안의 딸.

- 필립스 선생님: 매우 엄격하고 얄미운 선생님. 인간적인 면에서는 교사로서 미달. 앤을 몇 번 화나게 하기도 했다.

- 스테이시 선생님: 필립스 선생님과 뒤를 이어 부임한 선생님. 학생들과 생각을 이해하고 이끈다. 신선한 수업방식과 옷차림, 카리스마로 학생들의 지지를 받는다.

- 레이첼 린드: 에이번리 마을의 소식통이며 수다쟁이. 10명의 자식을 키워 주부로서의 경험이 풍부하다. 살림살이의 일인자.

- 미니 메이: 다이애나의 여동생. 앤의 간호로 목숨을 건진다.

- 베리 부인: 다이애나의 어머니. 딸의 교육에 대해서는 엄하다. 한때 오해로 인해 앤을 미워했으나 미니 메이를 살린 앤을 다시 좋아하게 된다.

- 죠세핀 할머니: 다이애나의 친척으로 처음엔 엄할 것 같지만 알고 보면 부드러운 성격이다. 앤에게 상당한 호감을 가지고 있고 나중에 앤의 진학을 돕는다.

### 목소리 출연
- 히사무라 에이코 앤 셜리
- 기타하라 후미에 마릴라 커스버트
- 사이카치 류지 매슈 커스버트
- 다카시마 가라 다이애나 베리
- 이노우에 카즈히코 길버트 블라이스
- 고야마 마미 → 고사카 마코토 루비 길리스
- 다카기 사나에 제인 앤드류스
- 호리 쥰코 죠시 파이
- 기요카와 모투무 필립스 선생님
- 스즈키 히로코 스테이시 선생님
- 아소 미요코 레이첼 린드
- 고야마 마미 미니 메이
- 무토 레이코 베리 부인
- 가와지 나쓰코 죠세핀 할머니

## 한국판

### 목소리 출연
- (故) 정경애 앤
- 박민아 마릴라
- 김인배 매슈
- 강미형→홍영란 다이애나
- (故) 오세홍 길버트
- 유지영 루비, 미니→임은정 루비, 스테이시 선생님
- 강희선 제인
- 성선녀 죠시, 베리
- 김정호 필립스 선생님
- 임수아 레이첼
- 정민희 할머니
- 해설 이강룡

## 목소리 출연
- 우정신 앤
- 최문자 마릴다
- 이창민 매튜
- 강은애 다이애나
- 박성영 길버트
- 김은연 내레이션
- 이다은 레이첼
- 서반석 필립스
- 김진홍
- 손선영
- 원에스더
- 이승행
- 정의한

### 제작진
- 원작 루시 모드 몽고메리(빨강머리 앤)
- 감독 타카하타 이사오
- 설정 미야자키 하야오
- 애니메이션 제작 닛폰애니메이션
- 주제가 작사/작곡 정민섭
- 노래 정여진
- 타이틀 이석인
- 번역 신순남
- 녹음 기술 신낙형
- 녹음 연출 최수형
- 기획 KBS
- 우리말 제작 KBS 미디어
- 제작 닛폰애니메이션, 후지TV

## 대원
- 오프닝 들리니
- 엔딩 사라지지 않은 꿈
- 노래 김은연
- 심상백 기획
- 송경아, 신두섭, 허조영, 신찬양, 홍준범, 윤지현, 최지연 수입, 배급
- 신지연, 배한철, 정헌식, 김은정 편성
- 박예향, 김인경, 김소망 운행
- 배정민, 박찬경, 김효정, 박규미 OAP
- 오신애 번역
- 김구경 타이틀
- 조혜은 녹음, 믹싱
- 성호진 종합편집, 조연출
- 김도윤 연출

## 방영 목록
| 회차       | 주제                                     |
| ---------- | ---------------------------------------- |
| 1화        | 깜짝 놀란 매튜 아저씨                    |
| 2화        | 마릴라 아주머니와 만남                   |
| 3화        | 초록 지붕집의 아침                       |
| 4화        | 앤의 어린 시절                           |
| 5화        | 마릴라의 결심                            |
| 6화        | 초록 지붕집의 앤                         |
| 7화        | 봉인울 당한 레이첼란 부인                |
| 8화        | 앤, 주일 학교에 가다                     |
| 9화        | 엄숙한 맹세                              |
| 10화       | 마음의 친구와의 약속                     |
| 11화       | 사라진 마릴라의 브로치                   |
| 12화       | 앤의 고백                                |
| 13화       | 앤 학교에 가다                           |
| 14화       | 교실 소동                                |
| 15화       | 가을의 방문                              |
| 16화       | 다이애나 와의 티타임                     |
| 17화       | 학교로 돌아간 앤                         |
| 18화       | 앤의 정선 어린 간호                      |
| 19화       | 다이애나의 생일                          |
| 20화       | 다시 찾아온 봄                           |
| 21화       | 새로 오신 목사님 부부                    |
| 22화       | 잘못 넣은 향신료                         |
| 23화       | 티타임에 초대된 앤                       |
| 24화       | 명예가 걸린 중대한 사건                  |
| 25화       | 다이애나에게 쓴 편지                     |
| 26화       | 학예회 연습                              |
| 27화       | 매튜 아저씨와 볼록 소매                  |
| 28화       | 크리스마스 학예회                        |
| 29화       | 이야기 클럽 결성                         |
| 30화       | 허영심이 가져온 비극                     |
| 31화       | 비운의 백합 공주                         |
| 32화       | 인생 최초의 경험                         |
| 33화       | 퀸 학원을 향한 꿈                        |
| 34화       | 다이애나와의 갈등                        |
| 35화       | 즐거운 여름 방학                         |
| 36화       | 안녕, 이야기 클럽                        |
| 37화       | 열다섯 살의 봄                           |
| 38화       | 떨리는 입학시험                          |
| 39화       | 합격 발표                                |
| 40화       | 호텔에서 열린 자선 공연                  |
| 41화       | 퀸 학원으로 출발                         |
| 42화       | 새로운 학교생활                          |
| 43화       | 주말 휴가                                |
| 44화       | 퀸 학원의 겨울                           |
| 45화       | 영광과 꿈                                |
| 46화       | 매튜 아저씨의 사랑                       |
| 47화       | 갑자기 찾아온 슬픔                       |
| 48화       | 사랑하는 이를 떠나보내고                 |
| 49화       | 길모퉁이에 서서                          |
| 최종화(50) | 하느님은 하늘에 계시고 세상은 평온하도다 |

## 평가
캐나다 프린스 에드워드 섬을 찾아가는 노력을 거쳐 만들어졌기 때문에, 시청자들로부터 배경화면이 아름답다는 평가를 받았다.
실례로 앤이 매슈 아저씨와 마차를 타고 벚꽃길을 가면서 상상하는 내용을 앤 주변에 벚꽃들이 눈내리듯이 흩날리는 모습으로 아름답게 묘사하고 있다.